# Abdoulaye Miskine
Abdoulaye Miskine (nascido em 5 de outubro de 1965) é um senhor da guerra chadiano-centro-africano e ex-oficial das Forças Armadas Centro-Africanas que serviu sob o governo de Ange-Félix Patassé. Era o líder da Frente Democrática do Povo Centro-Africano.

## Juventude
Miskine nasceu em 5 de outubro de 1965 em Ndinaba, Chade, com o nome original de Martin Koutamadji. Seu pai era chadiano e sua mãe centro-africana. Ele foi criado por sua mãe na República Centro-Africana desde que seu pai morreu quando era criança. Aos 18 anos, mudou-se para a Nigéria e converteu-se ao Islão sob o nome de Miskine.

## Carreira militar
Ingressou nas Forças Armadas Centro-Africanas em um ano desconhecido. Após uma tentativa fracassada de golpe em 2001, Ange-Félix Patassé encarregou Miskine de liderar uma unidade especial de milícia composta por 300 mercenários chadianos devido à desconfiança em François Bozizé e à recusa de Idriss Déby em enviar reforços. Patasse encarregou Miskine de combater os zaraguina (bandidos de estrada), bem como as oposições armadas em torno da fronteira entre a República Centro-Africana e o Chade, e de proteger o presidente. Miskine estabeleceu sua base em Kabo e lutou contra a milícia pró-Bozizé. No final de novembro de 2002, as tropas de suas forças aumentaram de 300 para 600.
As forças especiais de Miskine foram acusadas de violações dos direitos humanos. Suas forças foram responsáveis pela morte de 180 chadianos e pelo roubo de criadores de gado. Além disso, a milícia de Miskine foi responsabilizada pelo massacre do Mercado de Gado PK 13 em Bangui, em 31 de outubro de 2002.
Em 2 de Outubro de 2002, o Chade e a República Centro-Africana assinaram o communiqué final dos Acordos de Libreville para restaurar as relações diplomáticas entre os dois países. Um dos acordos exigia a expulsão de Miskine e Bozize da República Centro-Africana e do Chade, respectivamente. Miskine deixou a República Centro-Africana e foi para o Togo em 5 de novembro de 2002. Antes de deixar a República Centro-Africana, Patasse condecorou Miskine com a insígnia de comandante da Ordem de Mérito Centro-Africana.
Em janeiro de 2012, Miskine aliou-se às Forças Armadas Centro-Africanas e ao Exército Nacional do Chade na luta contra Baba Laddé.

## Rebelião
Quando François Bozize ascendeu ao poder, Miskine fundou a Frente Democrática do Povo Centro-Africano em 14 de Junho de 2004 para derrubá-lo.
Em 2007, assinou um acordo de paz entre os rebeldes e o governo em Sirte, na Líbia, sob a mediação do coronel Muammar Gaddafi. Miskine logo retornou à República Centro-Africana. No entanto, fugiu para a Líbia depois de perceber que o governo não fornecia as instalações que ele desejava. Em 15 de julho de 2007, o governo anunciou que Miskine receberia o cargo de conselheiro presidencial. No entanto, recusou essa posição porque alegou que o governo não executou as promessas do acordo de paz.
Em fevereiro de 2009, Miskine retomou a insurreição atacando a guarnição da gendarmaria em Batangafo. Em 3 de julho de 2009, assinou o ato de adesão ao Acordo Global de Paz em Trípoli, sob pressão de Gaddafi. No entanto, rompeu o ato porque o governo prendeu dois membros da Frente Democrática do Povo Centro-Africano em Bangui. Ainda assim, Bozize nomeou Miskine como conselheiro presidencial encarregado do desarmamento, desmobilização e reintegração em 13 de Janeiro de 2011.
No outono de 2012, juntou-se a Seleka para derrubar Bozize. Pouco antes do início da Batalha de Bangui, a Frente Democrática do Povo Centro-Africano deixou a Seleka. Pouco depois, de 2 a 4 de abril de 2013, a Frente Democrática do Povo Centro-Africano entrou em confronto com a Seleka e Miskine saiu ferido. Em setembro de 2013, Miskine juntou-se ao grupo pró-Bozize, Front pour la restauration de l’ordre Constitutionnel en Centrafrique.
Miskine foi detido em Bertoua, nos Camarões, em 16 de setembro de 2013, sob a alegação de que poderia usar o país como base para ataques transfronteiriços. Posteriormente, foi transferido para Yaoundé e colocado sob custódia do serviço especial de polícia. Os Camarões libertaram Miskine em 27 de novembro de 2014 em troca de 26 reféns, incluindo um padre católico polaco, que foram raptados pela Frente Democrática do Povo Centro-Africano. Posteriormente, voou para Brazzaville no avião privado de Denis Sassou-Nguesso e foi recebido pelo Ministro do Interior congolês, Raymond Mboulou, quando chegou. Em Brazzaville, assinou um acordo para participar no programa de desarmamento, desmobilização e reintegração em 1 de junho de 2017.
Em fevereiro de 2019, assinou um acordo de paz em Cartum e o governo ofereceu a Miskine o posto de Ministro da Modernização da Administração e Inovação dos Serviços Públicos. No entanto, recusou-se a aceitar o ministério e só pretendia um cargo como oficial militar superior. Em junho de 2019, regressou à República Centro-Africana após cinco anos de permanência em Brazzaville e foi para Am Dafok. Ali, ameaçou derrubar Faustin-Archange Touadéra. Miskine tentou recrutar combatentes para lutar contra o governo. Respondendo à ameaça de Miskine, Bangui emitiu um mandado de prisão contra ele em 3 de agosto.

### Prisão e julgamento
Em 14 de outubro de 2019, um confronto entre rebeldes envolvendo a Frente Popular para o Renascimento da República Centro-Africana e o Movimento dos Libertadores Centro-Africanos pela Justiça eclodiu em Am Dafok e levou Miskine a fugir para Tissi, no Chade. Quando chegou a Harare Mangueigne, Chade, as autoridades chadianas prenderam Abdoulaye Miskine em Novembro de 2019. Foi levado para N'djamena e colocado sob custódia da Agência de Segurança Nacional. Em resposta à detenção, o governo centro-africano emitiu a extradição de Abdoulaye Miskine e N'djamena recusou o pedido de Bangui.
O processo legal de Miskine começou em 2020. Ele foi acusado de estupro e de fomentar rebelião. Em 2022, foi encarcerado na Prisão de Klessoum e seu  julgamento iniciou-se em 29 de julho de 2022.

### Sanções
Em 2014, os EUA impuseram sanções a cinco figuras proeminentes da República Centro-Africana e Miskine foi incluído. A ONU impôs sanções a Abdoulaye Miskine em 2020.

## Nota
- Este artigo foi inicialmente traduzido, total ou parcialmente, do artigo da Wikipédia em inglês cujo título é «Abdoulaye Miskine».